# Trafalgar Square
Pour les articles homonymes, voir Trafalgar.
La place de Trafalgar (en anglais : Trafalgar Square) est une place de Westminster à Londres, au Royaume-Uni.

## Situation et accès

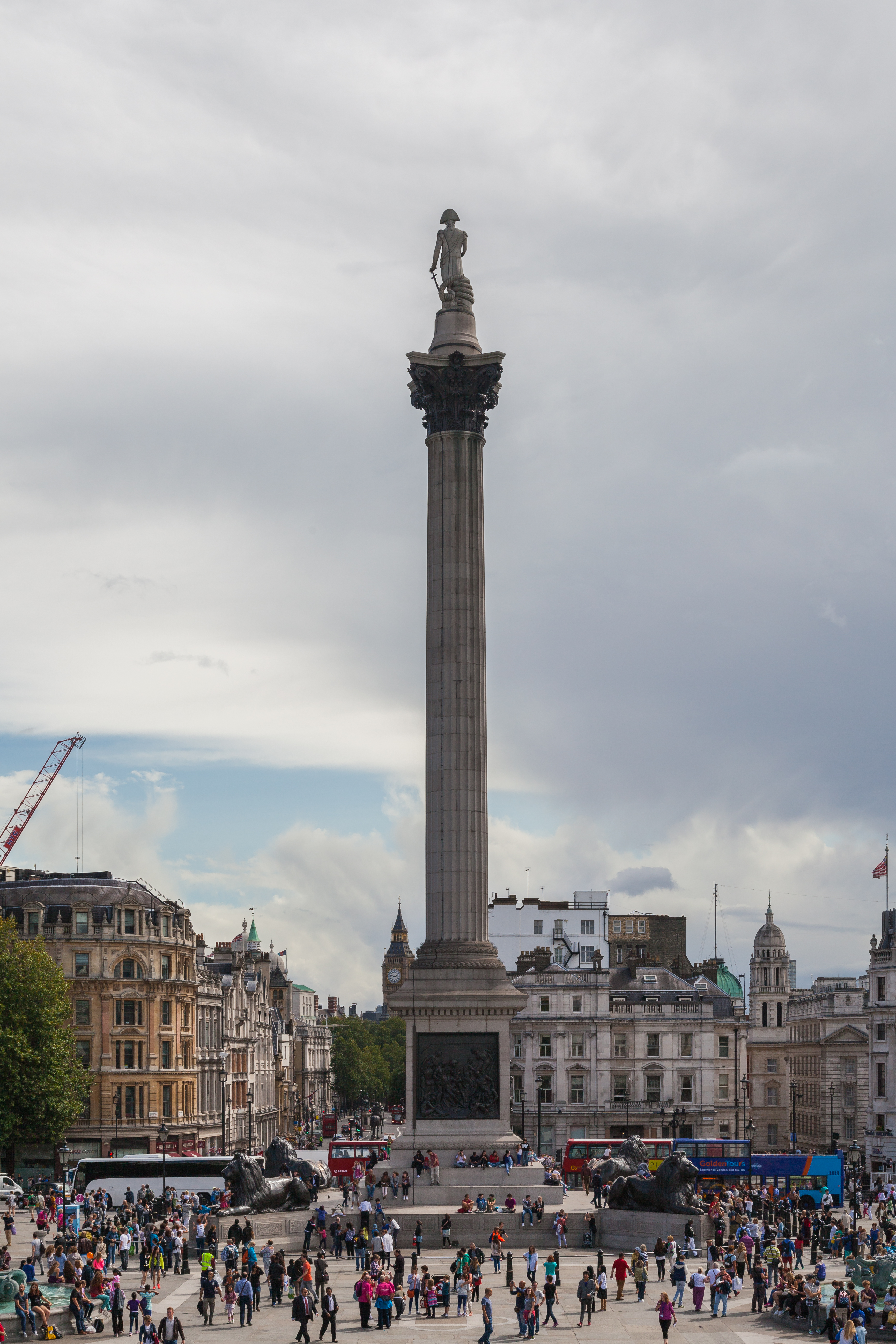
Trafalgar Square avec la colonne de Nelson.

Trafalgar Square est situé au nord de l'intersection de Charing Cross, où se rejoignent Whitehall (rejoignant Parliament Square), The Strand, The Mall (rejoignant le palais de Buckingham via l'Admiralty Arch), Cockspur Street et Northumberland Avenue, tandis qu’au nord de la place débouchent Pall Mall East (prolongeant Pall Mall) et Duncannon Street.
La station de métro la plus proche est Charing Cross, où circulent les trains des lignes  Bakerloo  Northern.

## Origine du nom
Son nom commémore la bataille de Trafalgar qui opposa les flottes franco-espagnole et britannique en 1805. Elle prend ce nom en 1830.

## Historique

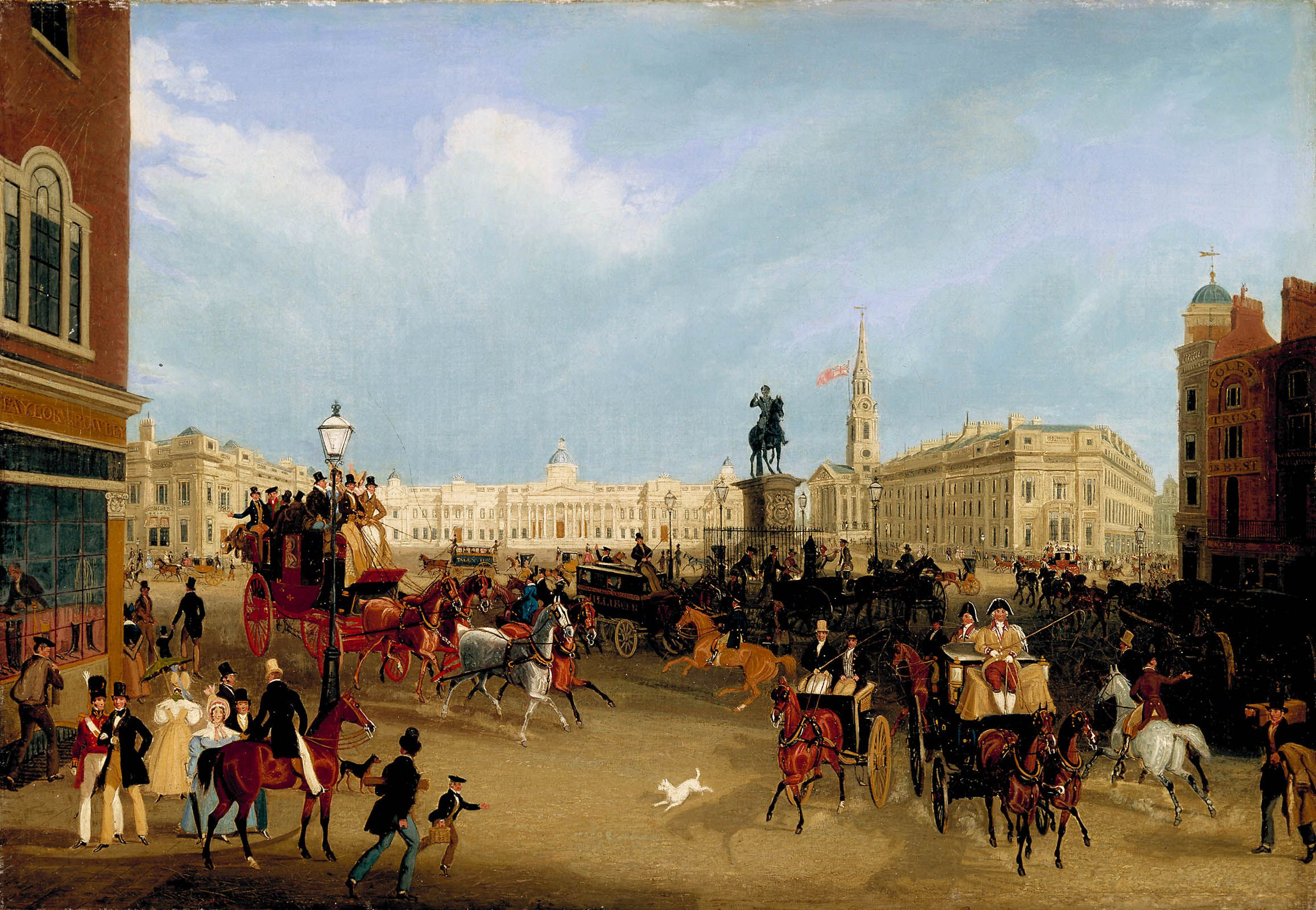
Trafalgar Square avant l’érection de la colonne de Nelson, par James Pollard.

L'aménagement de la place, conçu par l'architecte John Nash, commence dans les années 1820 à l'emplacement des anciennes écuries royales. La place est achevée dans les années 1840, époque à laquelle Charles Barry fait construire la terrasse nord de la National Gallery.

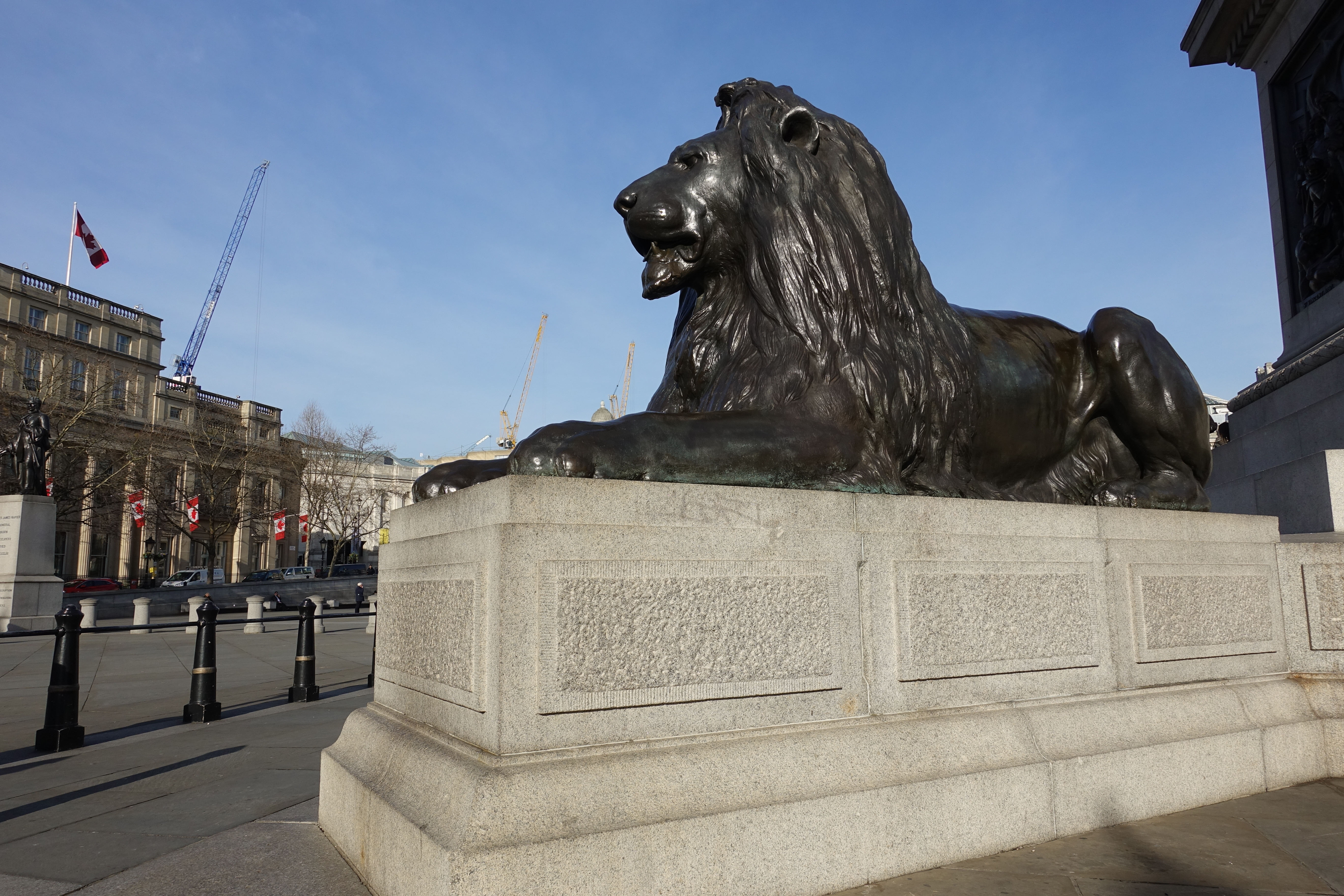
Un des quatre lions du piédestal de la colonne Nelson (1867)
Trafalgar Square, Londres

C'est en 1842 qu'est élevée la colonne de Nelson. Le monument atteint 44 m de haut et se compose d'un piédestal, d'une colonne en granit cannelée, d'un chapiteau de bronze ainsi que d'une statue de 4,50 m de haut représentant l'amiral Horatio Nelson, qui perdit la vie en remportant la bataille de Trafalgar.
La colonne est entourée de quatre sculptures de lions protégeant la statue de l'officier, ajoutées en 1867. Ces lions de bronze furent exécutés par Edwin Landseer, également peintre animalier, avec l'aide du sculpteur Carlo Marochetti. La légende raconte que les lions ont été faits à partir du métal de la flotte française vaincue par Nelson et que l'on a placé la statue de celui-ci en hauteur de façon qu'il puisse voir sa flotte amarrée à Portsmouth.
Depuis le début du XXe siècle, Trafalgar Square est le principal lieu de rassemblement des personnes se réclamant du droit démocratique de la libre expression au Royaume-Uni, tentant d'attirer le citoyen sur un sujet censé influencer l'opinion publique, tout comme Speakers' Corner.

## Bâtiments remarquables et lieux de mémoire
- À l’angle nord-ouest de la place se trouve le « 4e Socle », piédestal sur lequel des artistes contemporains, choisis par la mairie, peuvent exposer leur travail, depuis 1999, pour une durée de dix-huit mois[4].

- Plusieurs ambassades sont installées sur Trafalgar Square, dont les hauts-commissariats de l'Afrique du Sud (South Africa House), de la Malaisie (Malaysia House) et la Maison du Canada (Canada House), une partie du Haut-commissariat du Canada au Royaume-Uni.

- On y trouve en outre la célèbre National Gallery, l'un des plus importants musées de Londres, ou encore l'église anglicane St Martin-in-the-Fields. Il s'y trouve également une statue du roi Jacques II, costumé en imperator, œuvre du sculpteur Pierre van Dievoet.

- Au sud de la place se trouve un hôtel-boutique, The Trafalgar St. James London.

- Au centre de la place sont placées deux fontaines monumentales, éclairées par des LED de différentes couleurs, conçues par l'architecte Edwin Lutyens (1869-1944). On y trouve également la colonne Nelson construite en 1842 pour honorer l'amiral Horatio Nelson mort au cours de la bataille alors qu'il dirigeait la flotte anglaise.

- Une curiosité de Trafalgar Square est qu'on y a longtemps trouvé le poste de police le plus petit de Londres, dans un petit bâtiment en forme de lanterne situé au coin sud-est de la place. Ce local, qui existe toujours, sert aujourd'hui de remise aux employés de la voirie.